# Пантеліс Зографос
Пантеліс Зографос (грец. Παντελής Ζωγράφος, 1949 рік, Афіни, Греція) — грецький художник.

## Біографія
Зографос народився в Афінах, Греція. Родина його належить до потомствених художників. Пантелісу надали ім'я на честь його діда по батьківській лінії  Пантеліса Джорджа Зографоса (грец. Παντελής Γιώργος Ζωγράφος), відомого іконописця. Обидва його батьки були професійними художниками, і він провів більшу частину своєї юності в їхній студії в Афінах. У 1971 році, після служби в грецьких ВПС, Пантеліс перебрався до Америки. Навчався в університеті Вісконсина в Медісоні і писав пейзажі у свій вільний час. У 1979 році Пантеліс переїхав в Ралі, Північна Кароліна, де він почав займатися  живописом професійно. В наш час[коли?] його роботи широко поширюються в США. Пантеліс іноді пише олією, але в основному використовує акварель, малюючи барвисті пейзажі мальовничих ландшафтів і морських просторів Греції.
У 1984 році, коли Поліна Зографос була вдома зі своїми маленькими дітьми, вона почала займатися арт-бізнесом по відтворенню робіт батька і поширенню їх на ринку. Кілька років потому Пантеліс приєднався до бізнесу і з тих пір вони працюють як партнери. Більшість з його акварелей були опубліковані як жікле копії.